# Maurice Costello

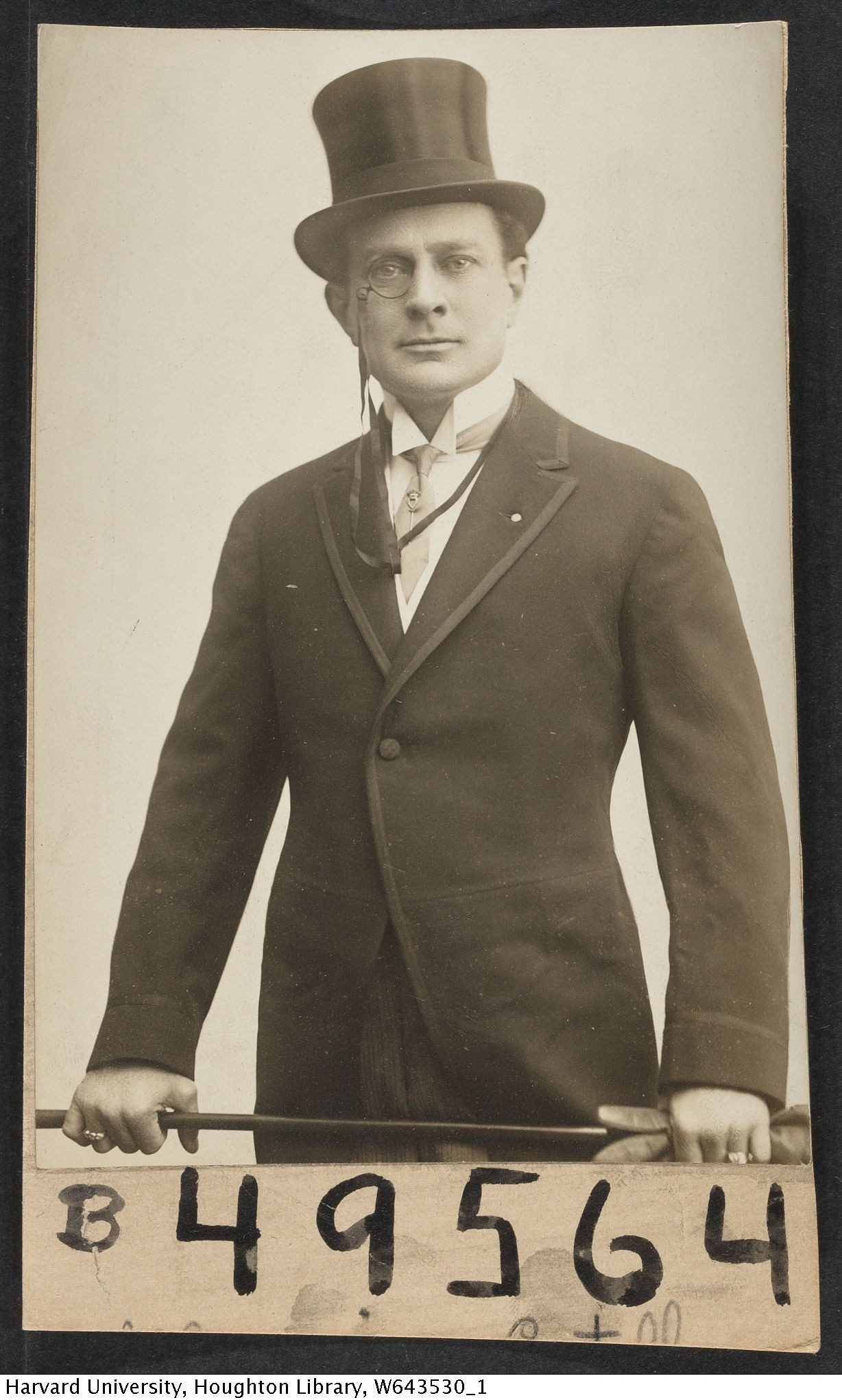
Costello en l'època d'actor teatral (principis segle XX)

Maurice Costello (Pittsburgh (Pennsilvània), 22 de febrer de 1877 – Hollywood (Califòrnia), 28 d'octubre de 1950) va ser un actor i director de cinema mut. Va ser un dels primers galants en el cinema nord-americà. Entre les seves pel·lícules més conegudes es poden destacar “A Tale of Two Cities” (1911), “For the Honor of the Family” (1912) o “The Man Who Couldn't Beat God” (1915). Les seves dues filles foren les actrius Dolores Costello i Helene Costello. Maurice Costello també va ser l'avi de John Drew Barrymore i el besavi de l'actriu Drew Barrymore.

## Biografia
Maurice George Washington Costello va néixer a Pittsburgh, Pennsylvania, el 22 de febrer de 1877. Era fill dels immigrants irlandesos Ellen Fitzgerald (nascuda el 1853) i Thomas Costello (nascut el 1852). Després de diversos treballs com a missatger o oficinista entre d'altres, Costello va debutar en el món del teatre el 1894 a Pittsburgh cantant cançons irlandeses en vodevils. Va obtenir un cert èxit i va fer gires pel país amb diferents obres. Mentre actuava a "The Cowboy and the Lady", es va casar amb l'actriu Mae Altshuk (Mae Costello) el 2 de juny de 1902. Tot i que la dada és controvertida, es creu que Costello va començar al món del cinema el 1905 de la mà de la companyia d'Edison quan era un actor de la Cecil Spooner Stock Company a Brooklyn. Allà va interpretar Sherlock Holmes en la pel·lícula “The Adventures of Sherlock Holmes; or Held for Ransom” (1905). El 1908 es va canviar a la Vitagraph on va realitzar moltes pel·lícules com a partenaire de Florence Turner esdevenint un dels grans actius de la companyia i un dels primers actors en ser coneguts pel seu nom. En aquells primers temps de la indústria cinematogràfica, es considerava que tot l'equip (actors, directors, escriptors, càmeres, il·luminadors, etc.) participava en la construcció d'escenaris i en pintar els decorats. Costello va ser el primer actor que va refusar fer-ho. Afirmava que se l'havia contractat únicament com a actor. Sovint estava assegut en una cadira, llegint un diari i prenent cafè mentre que els altres feien aquest treball. Amb això va contribuir clarament en clarificar el status dels actors cinematogràfics.
El desembre de 1912, Costello i la seva família van realitzar una gira mundial que combinava aparicions en persona amb filmacions en llocs exòtics. El 1913 va ser arrestat acusat de maltractament per part de la seva dona, tot i que després va decidir reduir els càrrecs. Els problemes domèstics de Costello van causar estralls en la seva popularitat. Costello i la seva dona es van reconciliar durant un temps, però el 1915 va patir una crisi nerviosa que el va apartar del món del cinema i no va retornar fins al 1919, amb “The Captain's Captain”. El seu rol, però, havia canviat i a partir d'aquell moment va interpretar papers secundaris i, tot i que va intervenir en multitud de pel·lícules al llarg dels anys vint, aquestes van ser principalment pel·lícules de baix pressupost. Costello va acabar divorciant-se de Mae el 1927.
A finals dels anys 30, la seva carrera estava acabada i només se’l contractava com a extra uns quants dòlars al dia. El 1939 es va casar amb Ruth Reeves, però el matrimoni va durar poc i es van divorciar dos anys més tard. El 1939 va quedar tan arruïnat que va posar un plet a les seves filles per aconseguir ajuda financera. Des de 1946 fins al final de la seva vida, Costello va viure a la residència d'actors. Va morir als 73 anys el 1950 a Los Angeles a causa de problemes cardíacs i fou enterrat al cementiri de Calvary (Los Angeles).

## Filmografia

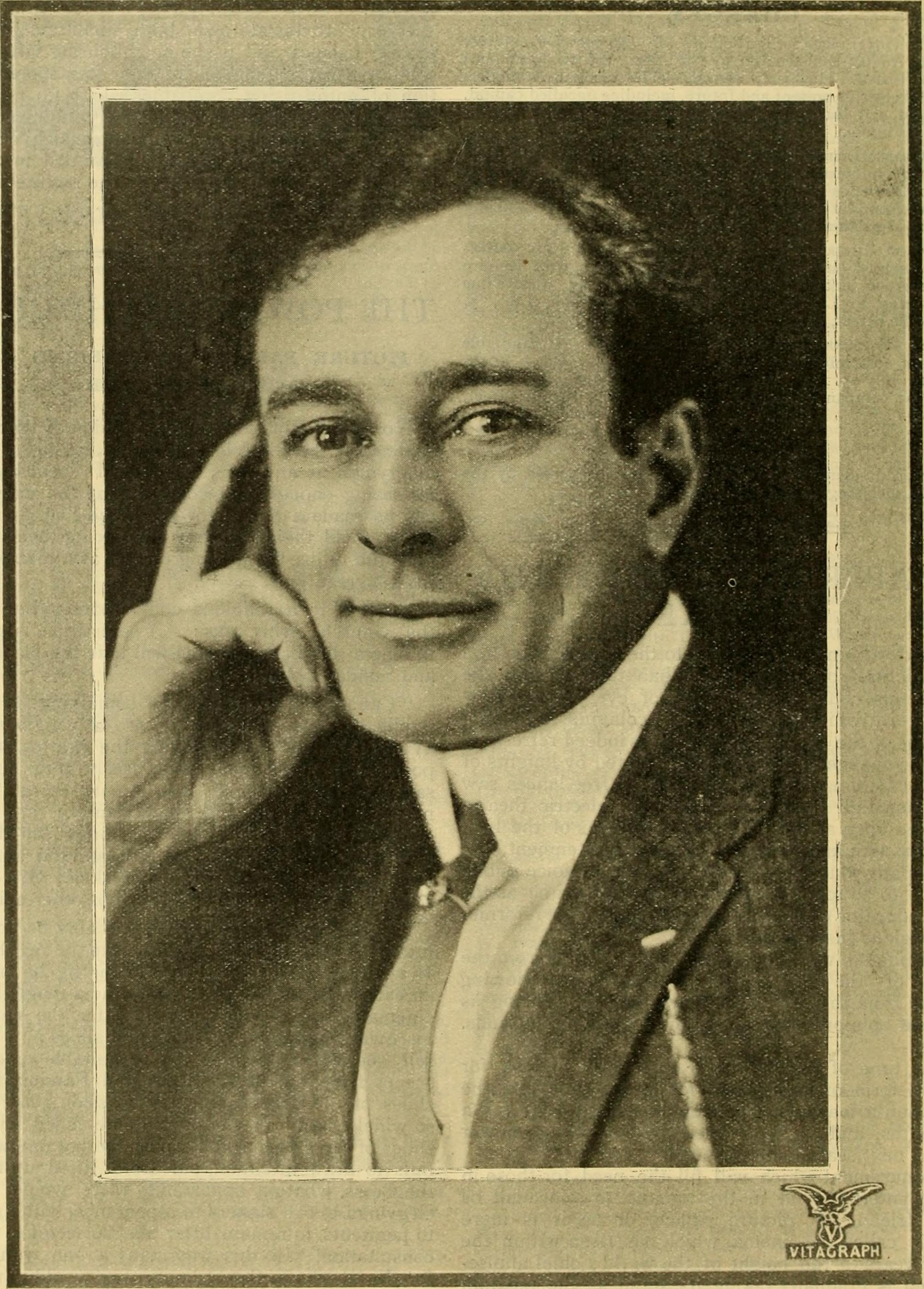
Maurice Costello en el moment de més popularitat (1912)

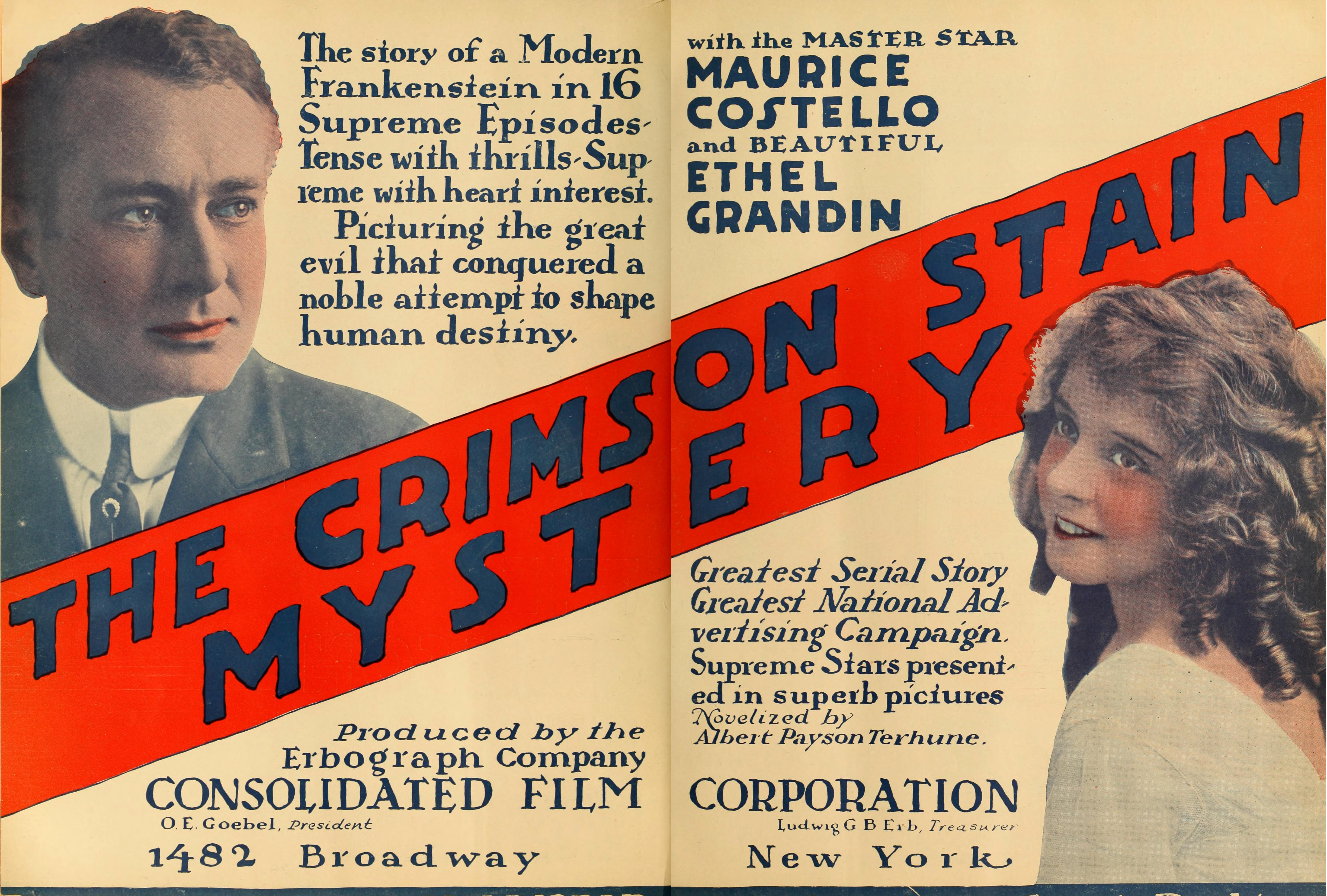
Propaganda apareguda a la revista The Moving Picture World del serial cinematográfic The Crimson Stain Mystery (1916) protagonitzat per Maurice Costello.

Costello va arribar a constar en 278 pel·lícules i hauria dirigit unes 79 pel·lícules, bona part de les quals s'esmenten a continuació. S'indica amb una (D) aquelles pel·lícules en que també va participar en la seva direcció.

## Vitagraph
- The Adventures of Sherlock Holmes; or Held for Ransom (1905)
- Salome (1908)
- Richard (1908)
- Leath the Forsaken (1908)
- Ex-Convict No. 900 (1908)
- Antony and Cleopatra (1908)
- Julius Caesar (1908)
- Slippery Jim's Repentance (1908)
- The Dancer and the King: A Romantic Story of Spain (1908)
- The Merchant of Venice (1908)
- The Bride of Lammermoor: A Tragedy of Bonnie Scotland (1909)
- Ruy Blas (1909)
- Virginius (1909)
- Saul and David (1909)
- Kenilworth (1909)
- King Lear  (1909)
- The Plot That Failed (1909)
- The Duke's Jester or A Fool's Revenge (1909)
- The Gift of Youth (1909)
- The Way of the Cross (1909)
- Les Misérables (1909)
- The Romance of an Umbrella (1909)
- A Midsummer Night's Dream (1909)
- The Power of the Press (1909)
- Richelieu; o, The Conspiracy (1910)
- A Pair of Schemers; o, My Wife and My Uncle (1910)
- The Girl and the Judge; o, A Terrible Temptation (1910)
- Conscience (1910)
- Capital vs. Labor (1910)
- Elektra (1910)
- St. Elmo (1910)
- Through the Darkness (1910)
- Convict No. 796 (1910)
- Love of Chrysanthemum (1910)
- Over the Garden Wall (1910)
- The Altar of Love (1910)
- Becket (1910)
- The Turn of the Balance (1910)
- Twa Hieland Lads (1910)
- Uncle Tom's Cabin (1910)
- Back to Nature; o The Best Man Wins (1910)
- Rose Leaves (1910)
- How She Won Him (1910)
- The Sepoy's Wife (1910)
- The Nine of Diamonds (1910)
- A Woman's Love (1910)
- The Law and the Man (1910)
- Siren of the Sea (1911)
- Three Men and a Maid (1911)
- Girl of the Mountains (1911)
- Society and the Man (1911)
- The New Stenographer (1911)
- A Tale of Two Cities (1911)
- The Inherited Taint (1911)
- The Wooing of Winifred (1911)
- His Mother (1911)
- The Show Girl (1911)
- A Dead Man's Honor (1911)
- For Her Brother's Sake (1911)
- The Sacrifice (1911)
- The Changing of Silas Marner (1911)
- Proving His Love; o The Ruse of a Beautiful Woman (1911)
- The Sleep Walker (1911)
- Barriers Burned Away (1911)
- A Quaker Mother (1911)
- The Battle Hymn of the Republic (1911)
- The Geranium (1911)
- She Came, She Saw, She Conquered (1911)
- Two Wolves and a Lamb (1911)
- For Love and Glory (1911)
- The Second Honeymoon (1911)
- Wages of War (1911)
- My Old Dutch (1911)
- A Handsomer Man (1911)
- The Thumb Print (1911)
- Foraging (1911)
- His Sister's Children (1911)
- A Western Heroine (1911)
- Her Hero (1911)
- Captain Barnacle, Diplomat (1911)
- Auld Lang Syne (1911)
- Who's Who (1911)
- An Innocent Burglar  (1911)
- His Last Cent (1911)
- His Wife's Secret (1911) (D)
- Love at Gloucester Port (1911)
- Some Good in All (1911)
- A Romance of Wall Street (1912) (D)
- The Law or the Lady (1912) (D)
- The Meeting of the Ways (1912)
- Caught in the Rain (1912)
- For the Honor of the Family (1912)
- The First Violin (1912)
- Winning Is Losing (1912)
- Her Last Shot (1912)
- The Diamond Brooch (1912)
- Mrs. Carter's Necklace (1912)
- Mrs. 'Enry 'Awkins (1912)
- The Old Silver Watch (1912)
- Nemesis! (1912) (D)
- The Jocular Winds of Fate (1912) (D)
- The Way of a Man with a Maid  (1912)
- Counsel for the  (1912)
- The Old Kent Road (1912) (D)
- Dr. LaFleur's Theory (1912) (D)
- The Spider's Web (1912) (D)
- Their Golden Aniversary (1912) (D)
- The Picture Idol (1912)
- Half a Hero (1912)
- Lulu’s Doctor (1912)
- The Days of Terror; or, In the Reign of Terror (1912)
- When Roses Wither (1912)
- On the Pupil of His Eyes (1912) (D)
- Aunty's Romance (1912)
- The Money Kings (1912)
- Conscience (1912) (D)
- The Black Sheep (1912)
- The Adventure of the Thumb Print
- The Adventure of the Retired Army Colonel
- Wanted... a Grandmother (1912)
- The Two Battlest (1912)
- Her Grandchild (1912)
- Flirt or Heroine (1912)
- The Loyalty of Sylvia (1912)
- A Vitagraph Romance (1912)
- The Adventure of the Italian Model (1912)
- Bobby's Father (1912)
- The Adventure of the Smelling Salts (1912)
- As You Like It (1912)
- When Persistency and Obstinacy Meet (1912)
- A Mistake in Spelling (1912)
- The Face or the Voice (1912)
- Lord Browning and Cinderella (1912)
- Six O'Clock (1912)
- The Night Before Christmas (1912)
- It All Came Out in the Wash (1912) (D)
- Days of Terror (1912)
- The Adventures of the Counterfeit Bills (1913) (D)
- The Adventure of the Ambassador's Disappearance (1913) (D)
- The Interrupted Honeymoon (1913)
- What a Change of Clothes Did (1913) (D)
- The Two Purses (1913) (D)
- The Weapon (1913) (D)
- Cinderella's Slipper (1913) (D)
- The Way Out (1913) (D)
- Getting Up a Practice (1913) (D)
- The Mystery of the Stolen Child (1913) (D)
- Mr. Mintern's Misadventures (1913) (D)
- The Mystery of the Stolen Jewels (1913) (D)
- The Wrath of Osaka (1913) (D)
- Delayed Proposals (1913)
- Jack's Chrysanthemum (1913) (D)
- The Spirit of the Orient (1913) (D)
- The Taming of Betty (1913) (D)
- The Intruder (1913) (D)
- A Faithful Servant (1913) (D)
- The Joys of a Jealous Wife (1913) (D)
- A Maid of Mandalay (1913) (D)
- The Clown and the Prima Donna (1913) (D)
- The Lonely Princess (1913) (D)
- Cupid Versus Women's Rights (1913) (D)
- The Hindoo Charm (1913) (D)
- Extremities (1913) (D)
- A Princess of Bagdad (1913)
- The Mystery of the Silver Skull (1913) (D)
- Matrimonial Manoeuvres York (1913) (D)
- On Their Wedding Eve (1913) (D)
- The Warmakers (1913) (D)
- The Sale of a Heart (1913) (D)
- Fellow Voyagers (1913) (D)
- The Golden Pathway (1913) (D)
- The Education of Aunt Georgiana (1913) (D)
- The Perplexed Bridegroom York (1914) (D)
- Some Steamer Scooping York (1914) (D)
- Iron and Steel York (1914) (D)
- The Woman in Black (1914) (D)
- Mr. Barnes of New York (1914) (D)
- Her Great Scoop (1914) (D)
- The Acid Test (1914) (D)
- Etta of the Footlights (1914) (D)
- A Sentimental Burglar York (1914) (D)
- The Moonstone of Fez (1914) (D)
- Doctor Smith's Baby (1914) (D)
- Love the Clairvoyant (1914) (D)
- Through Life's Window (1914) (D)
- The Woes of a Waitress (1914) (D)
- The Mysterious Lodger (1914) (D)
- Bella's Elopement (1914) (D)
- The Blood Ruby (1914) (D)
- The Girl in the Case York (1914) (D)
- The Mill of Life (1914) (D)
- The Mystery of Brayton Court (1914) (D)
- Lola the Rat (1914) (D)
- Too Much Burglar (1914) (D)
- By the Governor's Order York (1914) (D)
- The Product (1914) (D)
- The Plot (1914) (D)
- The Evil Men Do (1915) (D)
- The Understudy; or, Behind the Scenes (1915) (D)
- On the Altar of Love (1915) (D)
- The Heart of Jim Brice (1915) (D)
- The Criminal (1915)
- The Dawn of Understanding (1915)
- The Romance of a Handkerchief (1915)
- Dorothy (1915)
- Rags and the Girl (1915)
- The Man Who Couldn't Beat God (1915) (D)
- The Gods Redeem (1915)
- Saints and Sinners (1915)
- A Question of Right or Wrong (1915)
- The Crown Prince's Double (1915)
- Tried for His Own Murder (1916)
- The Crimson Stain Mystery (serial) (1916)
- The Captain's Captain (1919)
- The Cambric Mask (1919)
- The Man Who Won (1919)
- The Girl-Woman (1919)
- Human Collateral (1920)
- Deadline at Eleven (1920)
- The Tower of Jewels (1920)

## Pel·lícules posteriors
- Conceit (1921)
- Determination (1922)
- None So Blind (1923)
- The Glimpses of the Moon (1923)
- Man and Wife (1923)
- Fog Bound (1923)
- Let Not Man Put Asunder (1924)
- Roulette (1924)
- Week End Husbands (1924)
- Virtuous Liars (1924)
- Love of Women (1924)
- Heart of Alaska (1924)
- The Story Without a Name (1924)
- The Law and the Lady (1924)
- The Mad Marriage (1925)
- The Wives of the Prophet (1926)
- The Last Alarm (1926)
- The False Alarm (1926)
- Johnny Get Your Hair Cut (1927)
- Wolves of the Air (1927)
- Camille (1927)
- The Shamrock and the Rose (1927)
- Spider Webs (1927)
- See You Later (1928)
- The Wagon Show (1928)
- Black Feather (1928)
- Eagle of the Night (1928)
- Search for Beauty (1934)
- Hollywood Boulevard (1936)
- I am the Law (1938)
- A Man to Remember  (1938)
- Comet Over Broadway  (1938)
- There's That Woman Again (1938)
- Disbarred  (1939)
- Happily Buried  (1939)
- It's a Wonderful World  (1939)
- Andy Hardy Gets Spring Fever  (1939)
- Five Little Peppers and How They Grew  (1940)
- Mr. Smith Goes to Washington (1939)
- Els turbulents anys vint (The Roaring Twenties) (1939)
- Rovin' Tumbleweeds (1939)
- Alice in Movieland (1940)
- The Ghost Comes Home (1940)
- Johnny Apollo (1940)
- Edison, the Man (1940)
- All This, and Heaven Too (1940)
- El falcó del mar (The Sea Hawk) (1940)
- Enviat especial (Foreign Correspondent) (1940)
- Soak the Old (1940)
- Third Finger, Left Hand (1940)
- A Little Bit of Heaven (1940)
- Tin Pan Alley (1940)
- A Man Betrayed (1941)
- Glamour Boy (1941)
- Lady from Louisiana (1941)
- Ciutadà Kane (Citizen Kane) (1941)
- Here Comes Mr. Jordan (1941)
- H.M. Pulham, Esq. (1941)
- Ride 'Em Cowboy (1942)
- Reap the Wild Wind (1942)
- Cairo (1942)
- The Glass Key (1942)
- Henry Aldrich, Editor (1942)
- DuBarry Was a Lady (1943)
- Sweet Rosie O'Grady (1943)
- A Fig Leaf for Eve (1944)
- The Doughgirls (1944)
- Practically Yours (1944)
- The Climax (1944)
- Guest Wife (1945)